# قلعه دختر و پس‌بند فداغ
قلعه دختر و پس‌بند فداغ نام جایی است در صحرای باغ جلگه‌ای بلوکی در جنوب فارس که امروز در تقسیمات کشوری ایران جزو آخرین مرز استان فارس به استان هرمزگان است.

## پیشینه
بیش از هزار سال قبل از اسلام قلعه‌ای وجود داشته که آن را «قلعه دختر» می‌نامیدند، روایت است که دختر پادشاهی که حاکم این منطقه بوده‌است در آن قلعه سکونت داشته‌است. بنا براین نام قلعه، قلعه دختر گذاشته شده‌است. در نزدیکی این قلعه سد بزرگی وجود داشته بود که بنام (سد پس‌بند فداغ) معروف بود. در پشت این سد دریاچهٔ بزرگی وجود داشت که آن را دریاچهٔ صحرای فداغ می‌نامیدند. 
مردمان آن زمان در پایه دریاچه مذکور سکونت داشته‌اند.
وقتی که آب دریاچه کم کم پائین می‌رفته مردم شروع به کشت جو و گندم می‌کردند. با مرور زمان آن سد شکسته می‌شود و کسی آن را تعمیر نمی‌کند، آثار آن سد هنوز برجای مانده‌است.
مردم کم کم از دامنه کوه به پائین می‌آیند، و در دشت و صحرا خانه می‌سازند وساکن می‌شوند.
قنات‌ها و چاه‌ها دایر می‌کنند و در تمام صحرا کشت‌وکار می‌کنند.
قناتهای قدیمی و قناتهایی که تاکنون دایر هستند تماماً از دوران زرتشتی می‌باشد، و در زمان بعد از اسلام کسی قنات نه ساخته.

## منبع
- جعفر، روئین تن زروانی، محمد امین . (صحرای باغ در گذرگاه تاریخ)  ج۱. چاپ اول، دبی: سال انتشار ۲۰۰۴ میلادی.